# The Harbourfront Landmark
The Harbourfrotn Landmark – wieżowiec w Hongkongu o wysokości 233 m. Budynek otwarto w 2001, liczy 70 kondygnacji.